# 紳士襪

身穿丝袜和高跟鞋的法国皇帝路易十四

紳士襪，又被稱為男絲襪，男丝袜在诞生之初，因为产量稀少，多为欧洲宫廷内的贵族男性所穿。比较著名的丝袜消费者是法国的皇帝路易十四。进入20世纪后，在上半叶，因为西装的普及和流行，男丝袜曾进入日本和美国的大众消费中，流行了将近一个世纪。1927年，J. C. Leyendecker品牌就在杂志上广泛打出男士丝袜广告。在20世纪，男丝袜成为專為男性設計的西裝配件之一。
进入21世纪之后，因为西裝开始逐步退出一些职场的硬性着装要求，男性穿着逐渐运动化和轻松化，男丝袜慢慢退出历史舞台。但是在男同性恋群体中，男丝袜仍然有着大量的拥趸。有一些专门为相关族群制作的GV厂牌，诸如MEN AT PLAY等，会专门要求男演员穿上男丝袜活动。
傳統紳士襪的顏色為黑色、藍色、及灰色，也有格紋的款式，不過近來的時尚潮流已可見到更別緻的花色推出。紳士襪通常是搭配西裝及皮鞋等較為正式的穿著，也可以根据个人喜好，搭配牛仔褲之類的休閒服飾。
中国1950年代开始生产的一种尼龙袜，因为产自辽宁锦州，所以又被称作锦纶丝袜。
紳士襪的長度從短筒到長筒都有，最常見的是到小腿肚中間的中筒絲襪。雖然現在的紳士襪都具備鬆緊帶的設計，還是有些人會另外使用襪夾或襪帶來避免紳士襪滑落。